# عائلة طوقان

مجندون عرب في عرض عسكري في القدس. أسمائهم: جمال طوقان، السيد كيث روش، العقيد مانلي ميلكوم، ومصطفى بك خالدي.

عشيرة طُوقان (العربية: طوقان طوقان، كما لم تكتب قط طوقان وطوقان وتوكان وتوكان) هي عائلة سياسية وتجارية أردنيه وفلسطينيه بارزة. خلال العهد العثماني، سيطروا على المجالات السياسية والاجتماعية والاقتصادية ، هاجر جدهم الاكبر ( عبدالله طوقان )من مدينة حماه في سوريا الى البلقاء تحديداً السلط في الاردن بالقرن السابع عشر و توفي فيها، من ثم هاجر بعض افراد العشيره الى نابلس كانوا الأسرة الوحيدة التي اقتربت من إقامة حكم مركزي على جبل نابلس. على مدار القرنين الثامن عشر والتاسع عشر، كانت عائلة طوقان تحمل لقب المعتصم (جابي الضرائب/محافظ) في نابلس لفترة أطول من أي عائلة محلية أخرى.
تواجد هذه العشيره في :-
الاردن / السلط و عمان
فلسطين / نابلس
سوريا / حماه
العراق / الانبار

## التاريخ

### الأصول
وفقا للمؤرخ الفلسطيني محمد مصلح، فإن عائلة طوقان تتبع أصولها إلى قبيلة قديمة من شمال الجزيرة العربية. لقرون، أقاموا في شرق الأردن، وخاصة في معان وشرق غور الأردن. يزعمون أنهم استقروا في نابلس خلال القرن الثاني عشر. ومع ذلك، وفقا للمؤرخ الفلسطيني بشارة دوماني، فإن الفرع السياسي لعائلة طوقان نشأ من شمال سوريا. كان هذا الفرع من طوقان معروفا بتسمية Bey أو بيك. وفقا لدوماني، استقروا في مدينة نابلس، التي كانت المركز الإداري والتجاري لمنطقة جبل نابلس، في السنوات التي أعقبت حملة المركزية العثمانية في جبل نابلس عام 1657. ال الخواجا في قرى ارطاس وعجور ومنهم ال عليوة وكذلك ال كعوش هم ابناء عمومة لآل طوقان.. ويميز دوماني بين الفرع السياسي للأسرة وفرع الخواجة، التي تشارك بشكل كبير في التجارة. كان آل طوقان بالفعل من العشائر البارزة قبل هجرتهم إلى جبل نابلس، حيث كان العديد من أفرادهم هم تيماريوت (أصحاب تيمار، الذين كانوا أقرب إلى أصحاب الإقطاعيات)، بما في ذلك الحاج محمود طوقان، الذي كان تاجرا ثريا. وكان ابنه إبراهيم آغا طوقان يحمل زعامة (تيمار كبير) وعمل قائدا لوحدة عسكرية لتأمين قافلة الحج السنوية إلى جانب أمير الحج (قائد قافلة الحج).
وفي جبل نابلس، شكل آل طوقان جزءا من الاتحاد السياسي القيسي، إلى جانب عشيرة جرار (التي هاجرت إلى نابلس عام 1670) وعشائر الريان. تتبع هؤلاء العائلات نسبهم إلى قبائل القيسي العربية الشمالية، في حين تتبع نظرائهم اليماني جذورهم إلى جنوب الجزيرة العربية. كانت انقسامات قيس ويمان موجودة في جميع أنحاء فلسطين وكانت بمثابة الأساس الرئيسي للتوجه السياسي. كان للجانبين تاريخ طويل من التنافس والحرب يدوم حتى أواخر القرن التاسع عشر. كان أعضاء عشيرة النمر، الذين شكلوا جزءا من اتحاد اليماني، قد خدموا كضباط صف خلال الحملة العثمانية عام 1657 وبعد فترة وجيزة من تأسيس نابلس كقاعدة للقوة والثروة. في البداية، أقام آل طوقان والنمر علاقات ودية وتزاوجوا. وقد تزوج الحاج صالح باشا طوقان من امرأة من عشيرة النمر في أوائل القرن الثامن عشر، وهو ابن إبراهيم آغا. ومع ذلك، فإن المنافسة الداخلية بين آل طوقان والنمر، التي تفاقمت بسبب المناورات السياسية للسلطات الإقليمية في دمشق، أدت في نهاية المطاف إلى شقاق خطير بين العائلتين.

### الصلاحيات والسلطة
مثل والده إبراهيم آغا، بدأ الحاج صالح باشا مسيرته العسكرية مع العثمانيين من خلال قيادة وحدة عسكرية تحمي قافلة الحج السنوية إلى جانب أمير الحج. تم تعيينه مُتسلم (جامع الضرائب ومنفذ القانون المحلي) من القدس في عام 1709، وأصبح في وقت لاحق مُتسلم من مدينة طرابزون على البحر الأسود. تم تعيينه مُتسلمًا لسناجق نابلس وغزة واللجون في عام 1723. توفي في 1742.
عام 1766  حصل مصطفى بك طوقان على منصب رئيس لناحية بني صعب، ليحل محل عشيرة الجيوسي، التي كانت تسيطر على بني صعب منذ أواخر العصر المملوكي (1290-1517). وكانت هذه هي المرة الأولى التي تقوم فيها عائلة حضرية من نابلس بطرد مشايخ الريف من المناطق النائية في البلدة. أدت هذه الخطوة بالتالي إلى نزاع آل طوقان مع عائلات جرار الريفيين، أقوى العشائر الريفية. كما أدى ذلك إلى نشوب صراع مستقبلي مع ظاهر العمر، شيخ الجليل العربي شبه المستقل الذي سعى إلى السيطرة على سهول بني صعب الغنية بالقطن. وزاد التوتر بين آل طوقان والجرار عندما عين والي دمشق الجديد، محمد باشا العظم، مصطفى بك كمعتصم لنابلس في عام 1771. كما كلف محمد باشا مصطفى بك بتحصيل الضريبة المخصصة لقافلة الحج من ضواحي جبل نابلس، وهي مسؤولية تقليدية لوالي دمشق. أثار هذا الأمر غضب الجرار الذين حافظوا تاريخيا على علاقات أوثق بكثير مع السلطات في دمشق من آل طوقان.
أجبرت مخاوف الجرار من هيمنة الطوقان على السماح لقوات ظاهر العمر، الذي كان الجرار في حالة حرب معه منذ ثلاثينيات القرن السابع عشر، بالمرور عبر أراضيها حول جنين لمهاجمة الطوقان في نابلس. قبل مسيرة ظاهر العمر إلى نابلس، استولى على يافا في أغسطس 1771 وطرد المعتصم وشقيق مصطفى بك، أحمد بك طوقان. بعد فترة وجيزة، استولى ظاهر على ضاحية بني صعب وأجبر مصطفى بك على التراجع إلى نابلس. تلقى مصطفى بك مساعدة من Nimrs وقامت العائلتان بإعداد دفاعات المدينة. وضع آل طوقان أنفسهم إلى الغرب من خان التجار، في حين وضع النمريون أنفسهم إلى الشرق. بلغ مجموع قواتهم المشتركة حوالي 12000 بندقية، شمل تكوينها العديد من الموالين للفلاحين. حاصر ظاهر المدينة لمدة تسعة أيام، ولكن بعد عدة مناوشات ومواجهة رئيسية واحدة، انسحب ظاهر لتجنب الجمود الدموي. وشرعت قواته في قطع الطرق المؤدية إلى دمشق ونهبت القوافل التي غادرت نابلس لمعاقبة الطوقان والنمر. هذا التحول في الأحداث يلقي التوقانيين كخدم مخلصين للإمبراطورية العثمانية يدافعون عن سلطتهم في مواجهة قوات ظاهر العمر المتمردة. في مايو 1772، استعاد آل طوقان يافا من قوات ظاهر، لكن ظاهر استعادها بعد حصار دام تسعة أشهر.
سعى موسى بك طوقان، (أطول حكم متسلم في نابلس منذ أواخر القرن السابع عشر) إلى إقامة حكم مركزي على جبل نابلس. لتمويل سعيه للحصول على السلطة، سعى للسيطرة على إنتاج الصابون النابلسي من خلال الحصول على مصانع الصابون المختلفة. وفي أيلول / سبتمبر 1798، رتبت عائلة آل طوقان شراء مصنع الركابية للصابون. وطوال أوائل كانون الثاني / يناير 1799، عززت سيطرتها على مصنع عثمانية من خلال تبادل الوقف (الثقة الدينية) مع فرع أقل ثراء من أسرهم. أجبر محمد بن علي طوقان على تبادل الأوقاف لمصنع الصابون الشافعي بأكمله من قاسم الشافعي مقابل مبلغ منخفض قدره 150 قرشا في عام 1801. في فبراير 1807، سيطر موسى بك على مصنع ya'ishiyya من عائلة الحنبلي بعد وفاة العضو الرئيسي في الأسرة مع الديون الثقيلة. بحلول ديسمبر 1811، منح آل طوقان ثلثي مصنع الشيطانية كوقف عائلي خاص، مما يعني أن هذه الحصة تم الحصول عليها حديثا. وفي حالة أخرى، أقنع موسى بك محمد بن إسماعيل قاضي شويكة بإبطال بيع سابق لحقه في استخدام ربع مصنع الصابون البشاوي لمحمد سعيد بستامين (كانون الأول / ديسمبر 1815-كانون الثاني / يناير 1816). بحلول أبريل 1817، اشترى موسى بك الغارزانية التي يزعم أنها تضررت بعد تبادل أوقاف آخر داخل عائلته الممتدة. اغتيل موسى بك على يد منافسيه في 20 ديسمبر 1823. وضع هذا حدا لفترة طويلة من الصراع الذي تآكل القاعدة المادية لعائلته. تمت مصادرة العديد من ممتلكات آل طوقان الرئيسية، بما في ذلك تلك التي تم منحها كأوقاف عائلية، بعد وفاة موسى بك.

## التراجع

### الصابون من مصنع طوقان في نابلس
بعد فترة وجيزة من غزوهم لسوريا العثمانية في عام 1831، قام إبراهيم باشا المصري بترحيل الشخصيات البارزة في عائلة طوقان إلى مصر وترقية عائلة عبد الهادي في عرابة بدلا من ذلك. استمر الزعيم الوحيد المتبقي للأسرة، يوسف بن أحمد طوقان، في امتلاك عدد قليل من مصانع الصابون.
واليوم، لا تزال عائلة طوقان تدير أحد مصانعي الصابون المتبقيين في نابلس. وقد تضررت الصناعة بشدة بسبب ظروف الانتفاضة الثانية والاحتلال الإسرائيلي ونقاط التفتيش.

### التأثير في الملح
في الربع الأخير من القرن التاسع عشر، استقر داود أفندي طوقان، وهو سليل فلسطيني من عائلة طوقان، في الملح في منطقة البلقاء في شرق الأردن كتاجر. وسرعان ما استفاد من الوجود العثماني المتزايد في المنطقة، وشراء وبناء المحلات التجارية والمستودعات لبيع وتخزين السلع التجارية. كان عمله يتركز على بيع المنتجات المصنعة في فلسطين إلى السوق المحلية بدورها في إعادة بيع المنتجات الرعوية والزراعية من شرق الأردن في المدن الفلسطينية.
وبناء على المزايا التجارية للشبكة التجارية لعائلة طوقان، سرعان ما قام داود أفندي بتنويع أنشطته لتشمل القروض النقدية. وقدم التمويل في وقت واجه فيه سكان شرق الأردن حاجة إلى السيولة النقدية بسبب تطورات البنية التحتية. بين الشركتين، أقامت عائلة طوقان في السلط شبكة واسعة من الاتصالات مع مئات الرعاة والمزارعين في منطقة البلقاء. مع الثروة المكتشفة حديثا لعائلة طوقان في الملح، تم تطوير حي تجاري جديد في المدينة يعرف باسم حي النابلسي. كلف داود أفندي ببناء عقار كبير في الحي إلى جانب عزبات عائلات نابلس البارزة الأخرى.

## قائمة أعضاء طوقان البارزين
- بهاء طوقان - سفير الأردن
- أحمد طوقان - رئيس وزراء الأردن السابق.
- علياء طوقان الحسين - ملكة الأردن السابقة.
- فدوى طوقان - شاعرة فلسطينية معاصرة.
- فواز طوقان – شاعر وروائي وكاتب وأستاذ جامعي في الأردن.
- إبراهيم طوقان - شاعر فلسطيني معاصر.
- جعفر طوقان - مهندس معماري حائز على جائزة في الأردن.
- خالد طوقان - وزير التعليم السابق (2000-2008) ووزير الطاقة الحالي (2011) في الأردن.
- هيا بنت الحسين - الزوجة الصغرى للشيخ محمد بن راشد آل مكتوم.
- دانا فراس - زوجة صاحب السمو الملكي الأمير فراس بن رعد